# Zygfryd Gardzielewski
Zygfryd Gardzielewski (ur. 21 stycznia 1914 w Toruniu, zm. 17 października 2001 tamże) – polski grafik i typograf.

## Życiorys
Urodził się 21 stycznia 1914 w Toruniu, w rodzinie Pawła (zm. 1922) i Anny z Wendów. Od 1930 pobierał naukę litografii w oddziale graficznym „Sztuka” w Pomorskiej Drukarni Robotniczej. 
Po wojnie pracował w Toruńskich Zakładach Graficznych jako grafik, a od 1 lipca 1946 do października 1973 pełnił funkcję szefa produkcji. Projektował  książki, plakaty, ekslibrisy i publikacje, głównie dla instytucji w swoim mieście, na przykład dla Uniwersytetu Mikołaja Kopernika, Książnicy Miejskiej, Towarzystwa Bibliofilów im. Joachima Lelewela oraz Towarzystwa Naukowego w Toruniu. Pracował też dla Instytutu Wydawniczego „Pax”, Państwowego Instytutu Wydawniczego, Ludowej Spółdzielni Wydawniczej, Spółdzielni Wydawniczej „Czytelnik”, Państwowego Zakładu Wydawnictw Lekarskich, Muzeum Narodowego w Warszawie.
Zygfryd Gardzielewski jest znany jako typograf, autor kroju czcionek zwanego antykwą toruńską, nad którym pracował w latach 1952–1958. To, pełne indywidualnych cech graficznych oryginalne pismo, trafiło do warszawskiej odlewni czcionek (upaństwowionej przedwojennej giserni Idźkowski i S-ka). Tam wykonano do niego matryce odlewnicze czcionek od 6 do 48 punktów Didota. W całości, czyli w trzech odmianach: zwykłej, półgrubej i pochyłej, antykwa toruńska była gotowa w 1960 roku. Nowe czcionki od razu zdobyły sobie popularność i znalazły się w kasztach zecerskich drukarń całego kraju.
Opracował grafikę do wydawanej w latach 1980–1984 serii Biblioteczka Toruńska. 
Od 1945 był członkiem Towarzystwa Bibliofilów im. Joachima Lelewela w Toruniu. W 1946 założył Toruńskie Towarzystwo Fotograficzne. 
Od 1948 był mężem Janiny z domu Czarneckiej, toruńskiej artystki fotograficzki. 
Został pochowany na cmentarzu przy ul. K.I. Gałczyńskiego w Toruniu, gdzie spoczęła też jego żona (sektor F-10-5). 

## Ordery i odznaczenia
- Krzyż Oficerski Orderu Odrodzenia Polski (pośmiertnie)
- Krzyż Kawalerski Orderu Odrodzenia Polski (1972)
- Medal 30-lecia Polski Ludowej (1974)
- Medal 40-lecia Polski Ludowej (1985)
- Medal 10-lecia Polski Ludowej (1955)[6]
- Order Białego Kruka ze Słonecznikiem (1983)
- Odznaka „Zasłużony Działacz Kultury” (1966)
- Złota Odznaka ZPAP (1977)
- Złota Odznaka Towarzystwa Przyjaciół Książki (1978)
- Złota Odznaka ToMiTo (1967)
- Medal honorowy Kujawsko-Pomorskiego Towarzystwa Kultury w Bydgoszczy (1969)
- Medal honorowy 500-lecia Mikołaja Kopernika (1973)
- Medal honorowy 100-lecia TNT (1975)
- Medal honorowy 500-lecia Drukarstwa Polskiego (1975)
- Medal honorowy Muzeum Okręgowego w Toruniu (1981)

Źródło:.

## Nagrody i wyróżnienia
- Nagroda Miasta Torunia (1959)
- Medal honorowy III Międzynarodowego Biennale Ekslibrisu Współczesnego w Malborku (1967)
- Nagroda Wojewódzka II stopnia (1968, 1970)
- Nagroda Wojewódzka I stopnia (1974, 1980)
- Nagroda tygodnika „Fakty 76” za całokształt twórczości (1976)
- Złote Astrolabium (1981)
- Nagroda Wojewódzka III stopnia (1985)
- Nagroda Rady Funduszu Literatury w Warszawie za twórczość typograficzną (1985)
- tytuł Członka Honorowego Towarzystwa Bibliofilów im. J. Lelewela w Toruniu (1990)
- Nagroda Ministra Kultury i Sztuki (1993)
- tytuł Członka Honorowego Towarzystwa Miłośników Torunia (1994)

Źródło:.

## Upamiętnienie
Uchwałą Rady Miasta Torunia z 21 lutego 2002 nadano jednej z ulic dzielnicy Czerniewice imię Zygfryda Gardzielewskiego.